# Henrik (helgon)

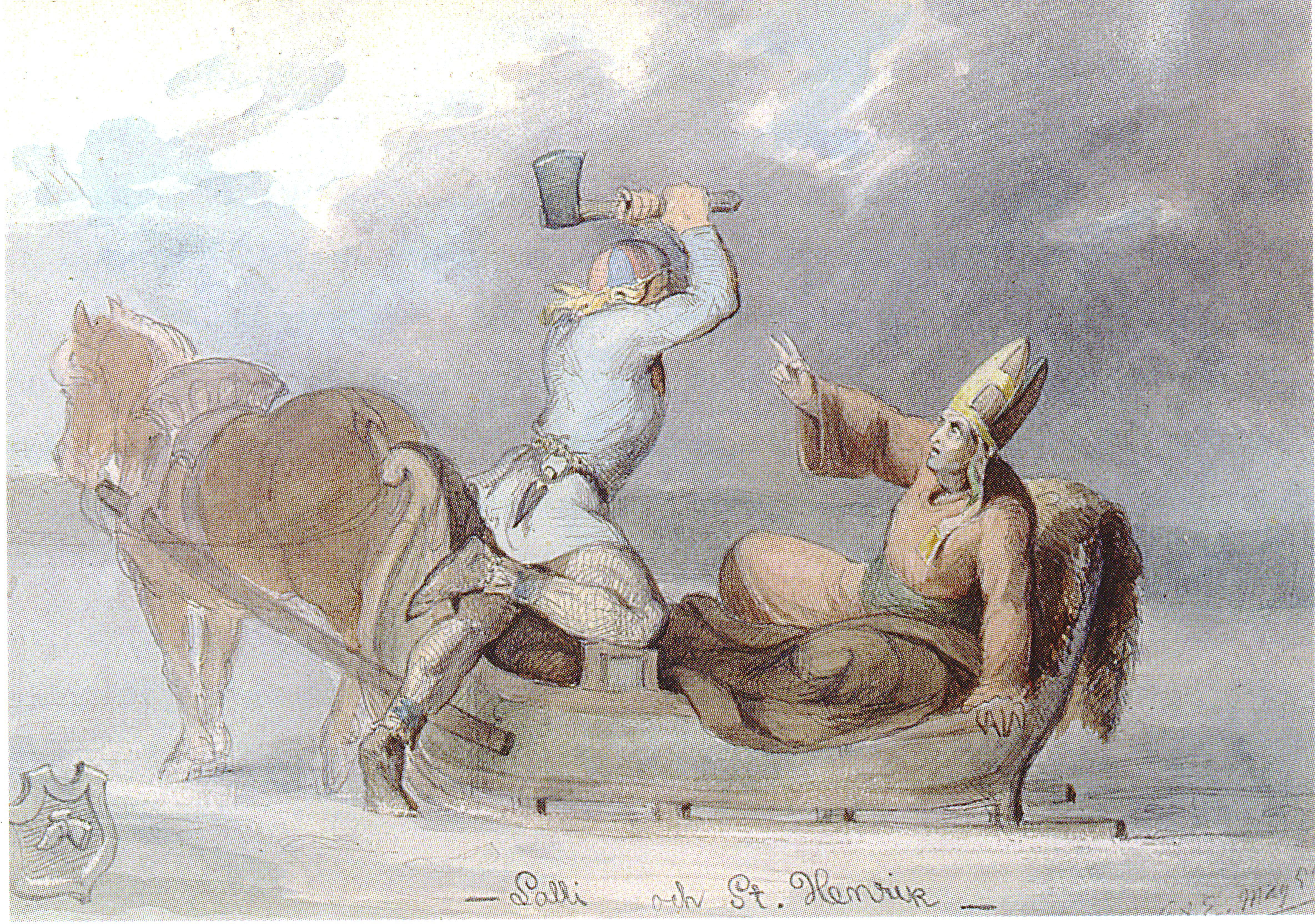
Mordet på Kjulo träsk. C. A. Ekman, 1854.

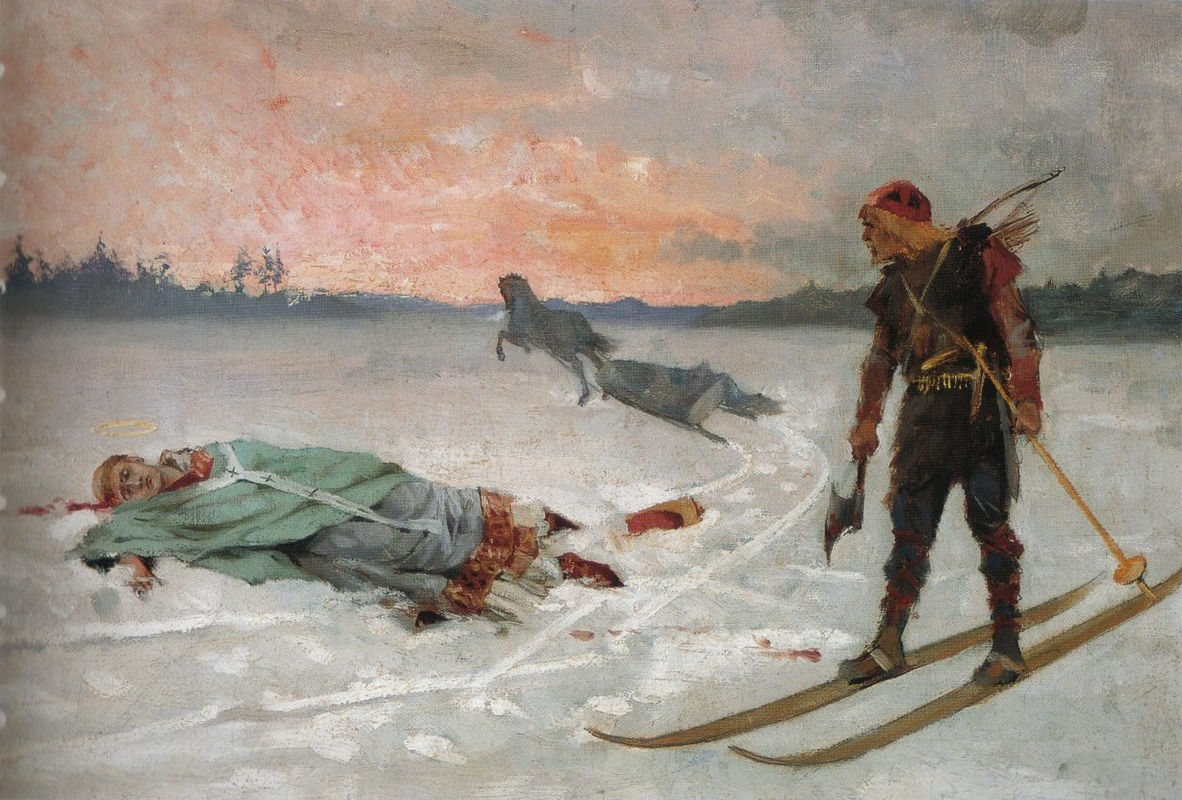
Mordet målat av Albert Edelfelt.

Sankt Henrik, även Biskop Henrik, skall enligt legenden ha varit en englandsfödd missionsbiskop som företog det första korståget till Finland i slutet av 1150-talet tillsammans med kung Erik. Efter korståget dräptes biskop Henrik av bonden Lalli på isen av Kjulo träsk vid Kyrkholmen.
Sankt Henrik räknas som Finlands apostel och skyddshelgon. Hindersmässa den 19 januari är tillägnad Sankt Henrik och räknas även i moderna almanackor som namnsdag för Henrik.

## Legenden
Henrik omtalas dels i Erikslegenden, dels den officiella i liturgin använda helgonlegenden och ytterligare en helgonlegendsvariant som bara är känd från en handskrift.
Enligt legenden hade biskop Henrik gästat bonden Lallis gård när han inte var hemma. När Lalli återvände sade hans fru att biskopens sällskap tagit hö, öl och mat utan att betala för sig. Rasande skidade Lalli i kapp biskopen som blivit lämnad ensam av sitt sällskap och slog ihjäl honom. Efter mordet satte Lalli biskopsmössan på sitt huvud och när han kom hem och tog av sig den följde håret och svålen med. Enligt gammal tradition, återgiven av Zacharias Topelius, togs Henriks kropp om hand av en tjänare som körde den söderut dragen av en oxe. Där oxen stannade skulle biskop Henrik få sin grav.
Berättelsen innehåller flera övernaturliga detaljer och påminner starkt om den tidens liknande sägner. Berättelsen är en vandringssägen och har berättats i olika versioner runt Europa, bland annat finns en liknande berättelse om Sankt Eskil i Sverige.
Lalli åtnjuter något av symbolstatus för finskhet och finsk självständighet. Lallis status har dock blivit något kantstött av att högerextrema element gärna använder sig av Lalli som symbol, såsom den språkradikala föreningen Suomalaisuuden Liitto (Finskhetsförbundet), vars ordförande Pentti Huttunen skrev år 2001 i förbundets organ Suomen Mieli: "Den frie finnen böjer sig inte för orättvisan; han gör som Lalli och dräper den som vill förtrycka honom".

## Reliker
Enligt tradition begravdes biskop Henrik i Nousis kyrka men hans reliker ska ha överförts till Åbo domkyrka omkring år 1300. En kenotaf från 1400-talet till biskop Henriks ära finns än idag att beskåda i Nousis kyrka. Vägen mellan Kjulo och Nousis blev med tiden en vallfartsled, S:t Henriksleden.
I samband med att Åbo domkyrka under stora ofreden plundrades av ryska trupper den 16 oktober 1720 fördes relikerna till Sankt Petersburg och har inte återfunnits.[källa behövs] Några små benbitar tillhörande biskop Henrik finns dock i Åbo Domkyrka, som även låtit den romersk-katolska S:t Henrikskatedralen i Helsingfors få uppbevara en del av relikerna.

## Helgonförklaring
Henrik har aldrig blivit officiellt helgonförklarad av den romersk-katolska kyrkan, och han är föga känd utanför Finland och Sverige. När man i andra länder talar om "Sankt Henrik" menar man i regel den tysk-romerske kejsaren Henrik II den helige.

## Kontrovers
Samtida historisk dokumentation om biskop Henrik och hans bragder är till stor del baserad på sägner; detta har fått flera av dagens historieforskare att misstänka att biskop Henrik helt enkelt är en fiktiv person. En av dessa forskare är Tuomas Heikkilä, lektor vid Helsingfors universitet.
Enligt vissa forskare är legenden om Henrik inspirerad av berättelserna om den samtida Sigtunabiskopen Henrik som stupade i slaget vid Foteviken.